# Freqüència respiratòria
La freqüència respiratòria  és el nombre de respiracions que efectua un ésser viu en un lapse específic (sol expressar-se en respiracions per minut). Moviment rítmic entre inspiració i espiració, està regulat pel sistema nerviós.

## Freqüència respiratòria normal per edat
- Nadons: al voltant de 30-45 respiracions per minut
- Nen: 26 - 30 respiracions per minut
- Pre Adolescent: 20-30 respiracions per minut
- Adolescent: 18-26 respiracions per minut
- Adult: 12-20 respiracions per minut (home: 16 moviments respiratoris, dona: 18 moviments respiratoris per minut)
- Adults a exercicis moderats: 35-45 respiracions per minut
- Atletes: 60 - 70 respiracions per minut (valor de pic)[1]